# Saint-Gauzens
 Saint-Gauzens  là một xã thuộc tỉnh Tarn trong vùng Occitanie ở phía nam nước Pháp. Xã này nằm ở khu vực có độ cao trung bình 150 mét trên mực nước biển.
Thị trấn có con sông Dadou.